# Еберндорф
Еберндорф (нім. Eberndorf, словен. Dobrla vas) — ярмаркова громада у федеральній землі Каринтія (Австрія).

## Виноски
- Офіційна сторінка [Архівовано 10 червня 2007 у Wayback Machine.](нім.)